# Diary of a Wimpy Kid: The Deep End
Diary of a Wimpy Kid: The Deep End (O Diário de um Banana: Bater no Fundo (português europeu)  Diário de um Banana: Vai Fundo (português brasileiro) ) é o décimo quinto livro da série Diary of a Wimpy Kid do escritor norte-americano Jeff Kinney. Foi publicado mundialmente a 27 de outubro de 2020.

## Enredo
Greg Heffley e sua família estão morando há dois meses no porão de sua avó (devido aos eventos em Wrecking Ball) e estão começando a ficar loucos. Os Heffleys não podem pagar férias caras, mas discutem possíveis férias em família que eles poderiam pagar. Incapaz de chegar a uma decisão, a família de Greg recebe um telefonema de sua bisavó, pedindo-lhes para tirar o trailer de seu tio de sua garagem. A família percebe que pode passar as férias no trailer e não ter que gastar dinheiro em restaurantes e hotéis.
Depois de comprar suprimentos e limpar o trailer, a família parte para a estrada. Eles fazem várias paradas, chegando a uma incubadora de peixes onde nadam sem saber, um centro de atividades e uma floresta nacional.
A mãe de Greg quer estar de férias em um lugar onde há mais pessoas, então eles pagam para passar uma semana em um acampamento de RV de luxo. Greg explora o terreno, vendo os chuveiros, a piscina e os acampamentos "de luxo", onde as pessoas têm antenas parabólicas e até gramados de que cuidam.
No dia seguinte, os Heffleys vão praticar canoagem no lago do local, onde adolescentes atiram melancias neles. Greg conhece um grupo de meninos, liderado por um garoto chamado "Suquinho", que vai ao acampamento há anos. Eles se dão bem e os meninos mostram a ele como se divertem no acampamento. Mais tarde, os adolescentes que incomodaram os Heffleys lançam melancias nos meninos. Suquinho revela o plano dos meninos de emboscar os adolescentes com pistolas d'água. Eles agem de acordo com seus planos, mas precisam se esconder quando os adolescentes os perseguem. Os meninos reabastecem suas armas de esguicho, desta vez com ketchup e refrigerante, e borrifam os adolescentes novamente, atraindo abelhas para eles, que os picam. Os meninos fogem e se escondem, vitoriosos em seu plano.
No dia seguinte, Greg descobre que os outros meninos foram pegos pelo diretor do acampamento, que os obrigou a limpar a lanchonete (que os meninos sujaram enquanto borrifavam suas pistolas de esguicho) com escovas de dente. O Suquinho tenta culpar Greg, mas o diretor não consegue encontrá-lo.
A família vai nadar na piscina do acampamento, mas tem que sair quando um raio começa a piscar. Eles logo descobrem que a ponte que leva para dentro e para fora do terreno foi atingida por um raio e é inacessível. Devido à ponte estar fora de serviço, os campistas começam a ficar desesperados e turbulentos, invadindo a loja do acampamento, roubando água dos chuveiros e até derrubando RVs. Não querendo ficar mais, os Heffleys decidem atravessar o rio que passa por baixo da ponte. No entanto, eles são levados rio abaixo, onde o campista é encaixado confortavelmente na área perdida da ponte. O restante dos participantes do acampamento dirige por cima do trailer dos Heffleys, deixando a família sozinha no acampamento. Com o lugar só para eles, eles podem aproveitar o último dia no acampamento, se divertindo no lago e comendo refeições melhores do que durante toda a viagem.

## Promoção

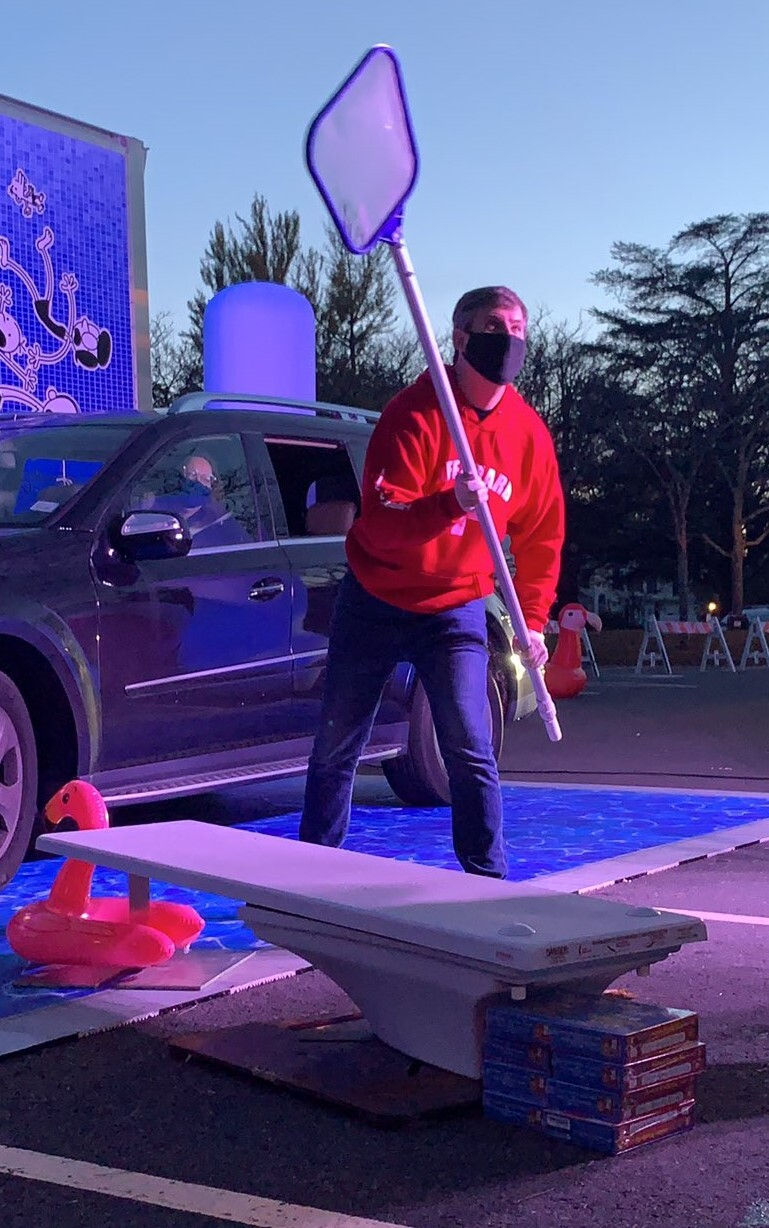
Jeff Kinney em um evento promocional do The Deep End.

Devido à pandemia de COVID-19, um tour do livro para promover a história teve que ser significativamente diferente do que no passado para garantir o distanciamento social e outros protocolos de segurança. A partir de 25 de outubro,  Jeff Kinney fez uma turnê com um evento Drive-in interativo com tema de festa na piscina. Os participantes puderam se envolver em várias atividades, todas em seus veículos, incluindo atirar em balões de água com um estilingue, esguichar pistolas d'água e jogar bolas em um tanque de imersão com um salva-vidas. Kinney usou uma escumadeira de piscina de quase dois metros de comprimento para dar cópias autografadas de The Deep End às crianças que iam a esses eventos. Antes de decidir fazer uma turnê como fez, Kinney também considerou hospedar eventos de cinema drive-in para promover o livro. Porém, quando outros autores optaram por anunciar seus livros dessa forma, ele desistiu, querendo fazer algo que ninguém havia tentado antes. Kinney, em parceria com a Scholastic, também realizou um evento virtual após o lançamento do livro. No evento, ele mostrou aos espectadores como desenhar certos personagens, fez uma sessão de perguntas e respostas, foi jogado em um tanque de imersão e patrocinou algumas outras atividades. Em 4 de novembro de 2020, a conta oficial do Diary of a Wimpy Kid no YouTube lançou um vídeo promocional para o livro.

## Recepção
A revista americana Kirkus Reviews disse que The Deep End é "ritmado perfeitamente com linhas espirituosas, piadas inteligentes e desenhos animados charmosos." Carrie R. Wheadon da Common Sense Media achou o livro "engraçado, mas previsível" e deu-lhe três de cinco estrelas. Pluggedin achou que o livro era "realmente divertido" e elogiou-o por seu foco em "como uma família amorosa pode encontrar diversão e união em meio aos problemas da vida".

### Vendas
O USA Today relatou The Deep End como o 12º livro mais vendido de 2020. Mais de 171.000 cópias de The Deep End foram vendidas na primeira semana de seu lançamento nos Estados Unidos, e foi o livro mais vendido naquela semana. Ele foi listado em todos os mais vendidos do USA Today na lista da semana de seu lançamento até 31 de dezembro.

## Sinopse
Greg e sua família subiram num trailer e pegaram a estrada. Acampar não estava nos planos, mas a grana curta e o verão escaldante jogaram os Heffley no meio da natureza selvagem. 

Ainda assim, é sempre melhor ir fundo na aventura, encarando até as surpresas desagradáveis. E quando desaba uma tempestade, eles se perguntam se as férias de suas vidas valeram a pena.